# Cantón Sucúa
Cantón Sucúa är en kanton i Ecuador.   Den ligger i provinsen Morona Santiago, i den centrala delen av landet, 250 km söder om huvudstaden Quito.